# Type 98 So-Da
Type 98 So-Da (Japans: 九八式装甲運搬車 ソダ, Kyūhachi-shiki Sōkounpansha So-Da?) is een Japans pantservoertuig gebruikt tijdens de Tweede Wereldoorlog.

## Doel
Het voertuig werd gebruikt voor troepenvervoer en bevoorrading van munitie voor de Japanse troepen. Het onderstel van Type 98 So-Da is gebaseerd op het onderstel van de Type 97 Te-Ke tankette. Type 98 So-Da had twee bemanningsleden en kon tien soldaten tegelijk vervoeren. Het voertuig had een maximum laadgewicht van een ton.